# I Got to Find My Baby
"I Got to Find My Baby", ook bekend als "Gotta Find My Baby", is een nummer van de Amerikaanse zanger Doctor Clayton. Het nummer verscheen op 9 januari 1942 als single.

## Achtergrond
"I Got to Find My Baby" is geschreven door Doctor Clayton onder zijn echte naam Peter Clayton. Hij nam het nummer op 11 november 1941 op in Chicago voor het platenlabel Bluebird Records onder de titel "Gotta Find My Baby". Op 9 januari 1942 werd het uitgebracht als single. Later verscheen het nummer op het compilatiealbum Doctor Clayton - His Complete Recorded Works.
Op 12 februari 1960 werd "I Got to Find My Baby" opgenomen door Chuck Berry voor het platenlabel Chess Records. In augustus 1960 verscheen deze opname als single, met het nummer "Mad Lad" op de B-kant. De single kwam nergens in de hitlijsten terecht. Desondanks bleek deze cover populair genoeg zodat Berry regelmatig ten onrechte wordt genoemd als de schrijver van het nummer.
Op 1 juni 1963 namen The Beatles "I Got to Find My Baby" op voor het BBC-radioprogramma Pop Go The Beatles, dat op 11 juni werd uitgezonden. Deze cover is gebaseerd op de versie van Chuck Berry. Later die maand, op 24 juni, speelden zij het opnieuw voor het radioprogramma Saturday Club, dat op 29 juni werd uitgezonden. Deze opnamen verschenen respectievelijk op de albums Live at the BBC uit 1994 en The Beatles Bootleg Recordings 1963 uit 2013.
Andere artiesten die "I Got to Find My Baby" hebben opgenomen, zijn onder meer B.B. King en Little Walter.